# Elaeocarpus munroii
Elaeocarpus munroii là một loài thực vật có hoa trong họ Côm. Loài này được Mast. mô tả khoa học đầu tiên năm 1874.